# 肉桥

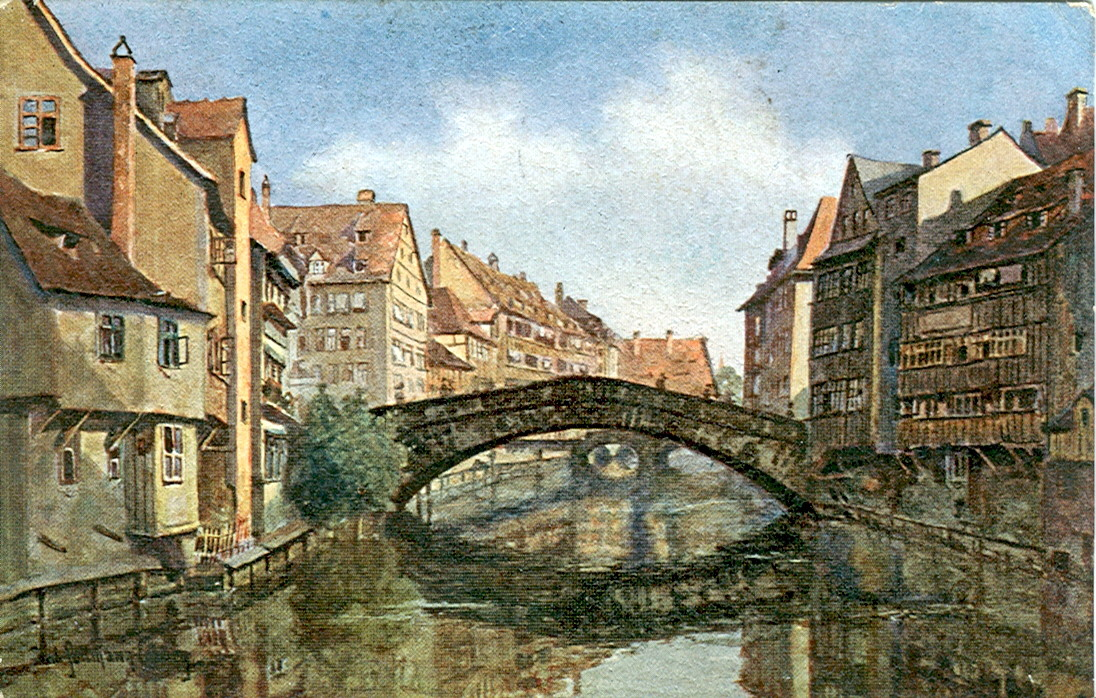
Postcard from 1915

肉桥（德語：Fleischbrücke）又名佩格尼茨桥（"Pegnitzbrücke"），是德国纽伦堡老城区中心的一座文艺复兴后期单拱石桥，沿主轴线，跨佩格尼茨河，连接圣塞巴尔德和圣洛伦茨二区。这座桥建于1596年至1598年之间，取代了先前多次被洪水破坏的石木混合结构建筑。
自1599年以来，肉桥几乎没有任何改变，在第二次世界大战中也幸存下来，几乎毫发无损。桥头刻有拉丁语铭文。